# غريغوري الثاني
غريغوري الثاني هو البابا رقم 89 في قائمة باباوات الكنيسة الكاثوليكية وقد انتخب يوم 19 مايو عام 715 وتوفي يوم 11 فبراير 731.
نشب توتر جديد مع البيزنطيين نتج عنه ضرائب جديدة بيزنطية على إيطاليا، وقد اتخذت السلالة الأيسورية موقفاً عنيفاً بعد وصولها للحكم سنة 717 حيث كان الإمبراطور لاون الثالث ينوي اغتيال البابا بعد موجب المراسيم التي أصدرت في عهده لكن اللومبارديين دافعوا عنه فتمكنوا منهم وطردوا الإمبراطور آنذاك، وكان يقيم علاقات مع شارل مارتيل الحاكم الفعلي لمملكة الإفرنج لدعم الباباوية ضد البيزنظيين واللومبارديين معاً في آن واحد.